# Minisitio
Un minisitio (minisite) es una página web en la que se ofrece información específica de un producto, de varios productos o de servicios. Generalmente, un minisitio es mayormente compuesto por contenido multimedia. Tales como animaciones, introducciones narradas y acompañadas por esquemas visuales.